# Gisela de Baviera
Beata Gisela de Baviera (en húngaro: bajorországi Gizella, en alemán:Gisela von Bayern; 984-1059), reina consorte de Hungría. Esposa del rey san Esteban I de Hungría y madre del príncipe san Emérico. Hermana menor de san Enrique II del Sacro Imperio Romano Germánico.

## Biografía

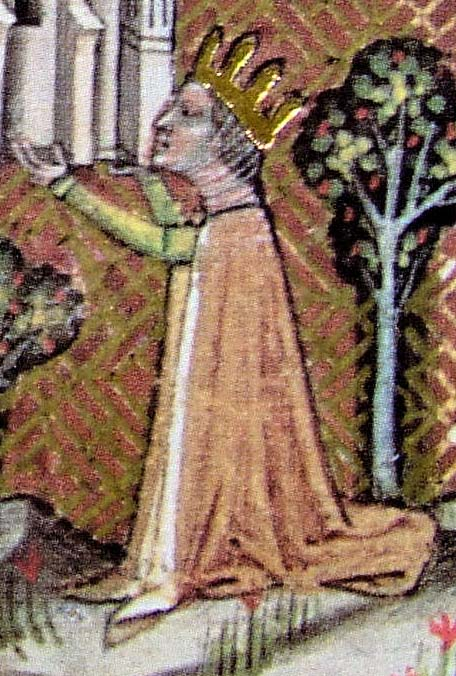
Gisela de Baviera

Gisela nació cerca de 984 como la hija mayor de Enrique II, duque de Baviera y de Gisela (Isabela) de Burgundia. En el año 995 murió Enrique el pendenciero, y así, su hijo mayor, también llamado Enrique asumió el control del ducado y comenzó a negociar con sus vecinos más inmediatos los húngaros. De esta manera, Gisela fue tomada por esposa por Esteban I en el 996 en la abadía de Scheyern, en suelo bávaro. Este matrimonio significó la primera unión de una familia imperial germánica con algún monarca "bárbaro" del oriente, pues hasta el momento los emperadores no se habían emparentado con polacos, checos, húngaros, o eslavos. Entre 1000 y 1007 dará a luz varios hijos, entre ellos uno llamado Otón (en honor a su ancestro el emperador Otón I el Grande) que murió pequeño y otro llamado Emerico (posiblemente siendo en principio Enrique, pero el nombre se desformó y terminó como Emerico en suelo húngaro, creándose así un nombre totalmente nuevo), en honor a sus familiares de la dinastía otoniana.
Gisela será una de las principales promotoras del cristianismo en Hungría durante comienzos del siglo XI y con ella arribará al reino húngaro una enorme cantidad de nobles y clérigos germánicos que contribuirán a su desarrollo y desenvolvimiento. Según las crónicas Gisela se residenció en muchas ocasiones en la ciudad de Veszprém, manteniendo cercanos a ella a sus clérigos, tanto así que según la tradición el obispo de esta ciudad adquirió el derecho de coronar a las reinas consortes del reino. En 1031 su único hijo, San Emerico, único heredero al trono húngaro, murió en una cacería cuando un jabalí lo atacó. Este suceso trajo enormes consecuencias sobre San Esteban, quien se volvió cada vez más religioso y se apartó del gobierno. Las crónicas hablan de Vazul, primo de San Esteban, quien intentó atentar contra el monarca, por lo cual fue encerrado. Una confusa serie de eventos se sucede, donde Gisela envía un mensajero para que intercepte al que lleva una orden de San Esteban, y en vez de ser liberado, Vazul es cegado. Las razones de este suceso aún no se han podido esclarecer. 
Luego de la muerte de su esposo en 1038, el nuevo monarca Pedro Orseolo de Hungría, sobrino de San Esteban, le permitió a Gisela permanecer en la corte real por un corto tiempo, hasta que finalmente la despojó de sus propiedades y la envió a una ciudad cercana a vivir bajo custodia. Esto contribuyó en parte al enorme descontento en la población y entre los nobles, lo que motivó que en 1041 los nobles húngaros depusiesen a Pedro Orseolo y colocasen en el trono a Samuel Aba, quien habría desposado a una de las hermanas de San Esteban. Orseolo huyó a tierras germánicas y regresó con un ejército imperial con el que derrotó al usurpador del trono. Después de la muerte de Samuel Aba en 1044, Gisela regresó a su suelo nativo, volviéndose monja en el convento de Niedernburg en Passau, Baviera. Ahí vivió hasta sus últimos días como abadesa del convento hasta 1059.
En 1975 fue beatificada por Pablo VI.

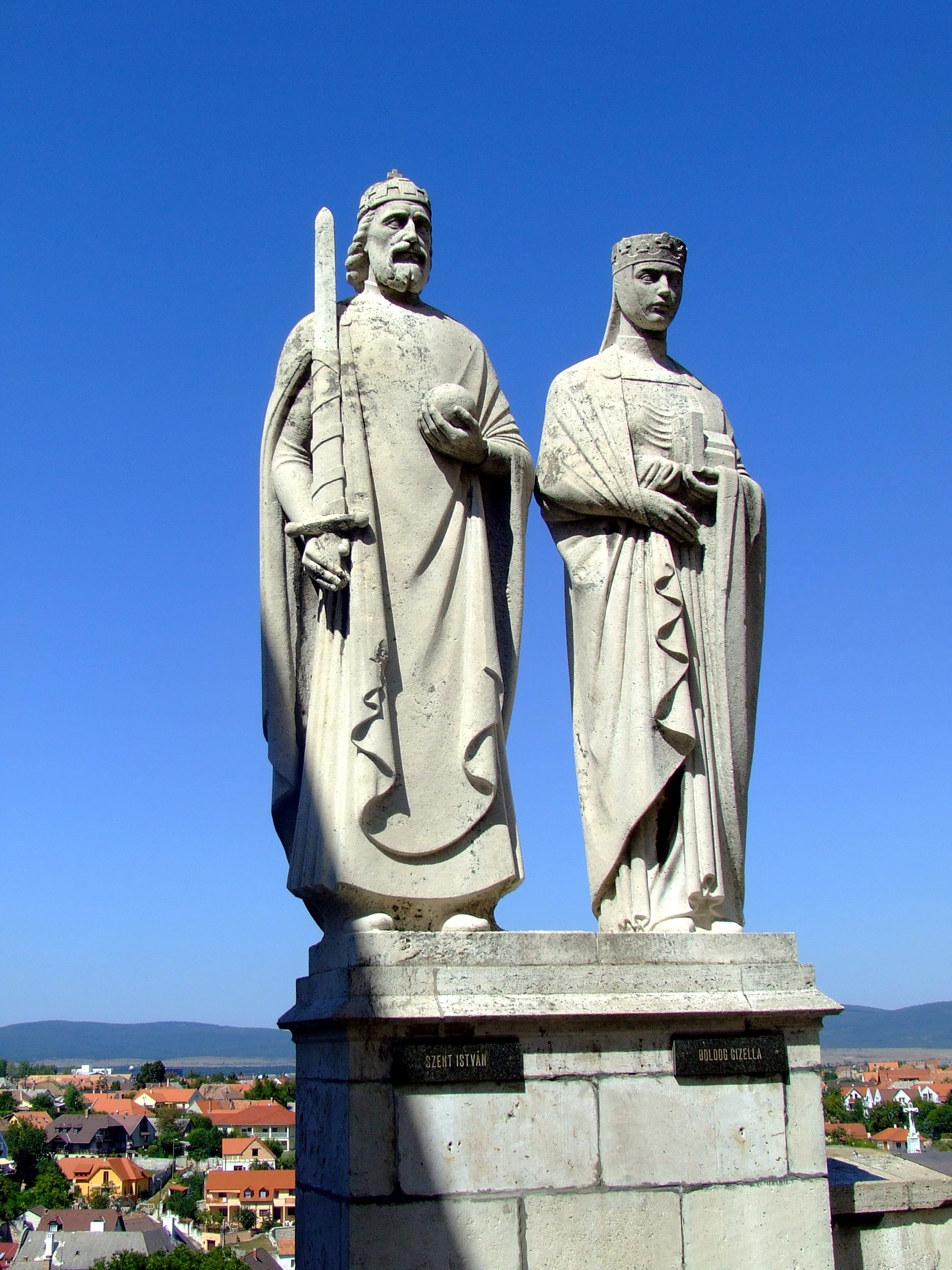
Estatua de San Esteban y su esposa Gisela de Baviera en la ciudad de Veszprém, Hungría